# 우천면
우천면(隅川面)은 강원특별자치도 횡성군의 중앙에 위치한 면이다. 넓이는 94.8km2이고, 인구는 2016년 기준으로 4,549명이다.

## 연혁
- 신라시대 : 현재의 원주가 5경의 하나인 북원경으로 있을 때 그 변방에 속함
- 1395년 (조선 태조 4년) : 강원도에 감사 관찰사와 수군병마절도사를 주재캐 할 때 횡성에 중영을 두고 에에 속하였으며, 본면의 명칭을 한 모퉁이에서 냇물이 흐른다하여 우냇면으로 불림
- 1414년 (조선 태종 14년) : 군의 명칭이 횡천에서 횡성으로 개칭될 때 우천면으로 불림
- 1940년 : 상수남리가 우항리, 중수남리가 양적리, 하수남리가 문암리로 개칭
- 1973년 : 조곡, 생운, 남산리가 횡성면으로 편입되고 안흥면 정금1,2리, 하궁1,2리, 산전리, 상하가, 용둔, 상대, 하대9개 리가 우천면으로 편입
- 1983년 2월 15일 : 행정구역 개편으로 정암1,2,3리, 추동리가 횡성읍으로 편입됨
- 1989년 1월 1일 : 행정구역 개편으로 오원3리 5반(새터)이 안흥면 안흥2리로 편입
- 1998년 10월 1일 : 횡성군조례 제1647호에 의거 정금출장소 폐지

## 행정 구역
| 법정리   | 한자명   | 행정리                    | 비고            |
| -------- | -------- | ------------------------- | --------------- |
| 두곡리   | 杜谷里   | 두곡리                    |                 |
| 문암리   | 文岩里   | 문암리                    |                 |
| 백달리   | 白達里   | 백달리                    |                 |
| 법주리   | 法周里   | 법주리                    |                 |
| 산전리   | 山田里   | 산전리                    |                 |
| 상대리   | 上大里   | 상대리                    |                 |
| 상하가리 | 上下佳里 | 상하가리                  |                 |
| 양적리   | 陽赤里   | 양적리                    |                 |
| 오원리   | 烏原里   | 오원1리, 오원2리, 오원3리 |                 |
| 용둔리   | 龍屯里   | 용둔리                    |                 |
| 우항리   | 牛項里   | 우항1리, 우항2리          | 면사무소 소재지 |
| 정금리   | 鼎金里   | 정금1리, 정금2리          |                 |
| 하궁리   | 下弓里   | 하궁1리, 하궁2리          |                 |
| 하대리   | 下大里   | 하대리                    |                 |